# Gemma (danseuse)
Pour les articles homonymes, voir Gemma.
Gemma, de son vrai nom Marilyn Tisserand, est une danseuse orientale, chorégraphe, pédagogue franco-italienne née le 6 mars 1973 à Vernon, cofondatrice de la Compagnie Mille et Une nuits. 

## Biographie
Marilyn Tisserand est d'origine franco-italienne.
En union libre avec Djamel Mellouk (compositeur et directeur artistique de la compagnie Mille et Une Nuits) ils ont  
un fils : Kaïs Mellouk né en 2012.
Fille de Robert Tisserand (artisan architecte et maçon ) et Teresia David,  elle se passionne très tôt  pour l'architecture et la littérature, ce qui l'amène à s'intéresser aux civilisations antiques. Elle suit un cursus de Philosophie à la Sorbonne jusqu'à l'agrégation, mais la découverte de la danse orientale prend rapidement le dessus. 
C'est alors qu'elle désire s'orienter vers les spectacles de danse orientale, en la promouvant vers autre chose qu'une simple « danse du ventre ». Elle acquiert un statut professionnel en 1995 et, deux ans plus tard, elle fonde son propre centre d'enseignement de la danse orientale dans une salle historique du XIIème siècle entièrement restaurée par son père. L'école de danse Mille et Une Nuits, ainsi créée est basée à Vernon, son lieu de naissance, où elle dispense, tout comme à Paris dans le 16ème arrondissement, des cours et des stages.
Gemma accorde un soin particulier à l'irruption de la modernité dans la danse qu'elle pratique. Bien que la danse orientale soit techniquement complexe, elle privilégie dans sa pratique l'émotion et la sensibilité. Elle dit à ce sujet : « La danse orientale repose en effet sur le principe du tarab  et je pense qu'une danseuse ne doit pas oublier cette émotion qui est vitale à sa danse. »
En 2000, elle fonde la Compagnie Mille et Une nuits avec Djamel Mellouk, qui en devient le directeur artistique - compagnie au sein de laquelle elle dirige un ensemble de sept danseuses. Cette même année, elle participe au tournage de Vengo, un film de Tony Gatlif, sorti en 2001, et dans lequel elle fait une apparition en tant que danseuse. Elle apparait à l'Institut du Monde Arabe (IMA) à Paris dans l'exposition dédiée à Oum Kalthoum parmi les principales interprètes (en danse orientale) des chansons de la grande chanteuse égyptienne. Ses apparitions et interviews sur les plateaux télé et émissions de reportages sur la danse orientale sont fréquents. Elle se produit dans de grandes salles parisiennes comme la Cigale ou l'Institut du Monde Arabe, dans des théâtres et festivals de province,  mais également dans de nombreux pays tels que le Maroc, l'Algérie, la Tunisie, le Liban, Djibouti, l'Égypte, le Togo ou le Gabon.  

## Filmographie
- 2001 : Vengo de Tony Gatlif : danseuse orientale
- 2006 : Mille et une nuits - live à La Cigale (DVD)